# Melanagromyza mayi
Melanagromyza mayi este o specie de muște din genul Melanagromyza, familia Agromyzidae, descrisă de Spencer în anul 1983.
Este endemică în Costa Rica. Conform Catalogue of Life specia Melanagromyza mayi nu are subspecii cunoscute.